# Edward Morris Erskine
Edward Morris Erskine, född 28 mars 1817, död 19 april 1883, var en brittisk diplomat, son till David Erskine, 2:e baron Erskine.
Erskine blev legationssekreterare i Turin (1852), Washington, D.C. och Stockholm (1858), Sankt Petersburg och Konstantinopel (1860) samt var minister i Aten 1864–1872 och i Stockholm 1872–1881.